# Johann Nepomuk Batka der Jüngere

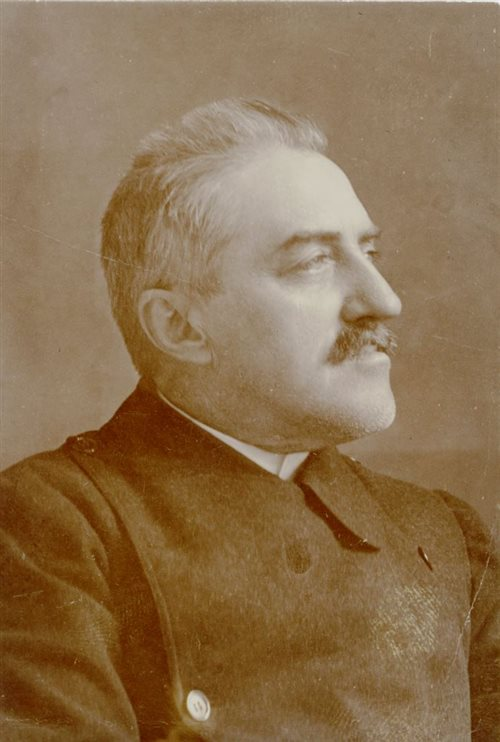
Johann Nepomuk Batka d. J.

Johann Nepomuk Batka d. J. (* 4. Oktober 1845 in Preßburg, Königreich Ungarn; † 2. Dezember 1917 ebd., Österreich-Ungarn) war ein Jurist, Musikkritiker und Archivar der Stadt Preßburg. Er hatte in Preßburg mehrere bedeutende Funktionen inne. So war er unter anderem: Stadthauptmann-Stellvertreter (1884–1901), Mitglied der städtischen Repräsentanz, des Theaterkomitees, des Künstlervereins, der Freimaurerloge „Verschwiegenheit“, Sekretär des Kirchenmusikvereins, Berichterstatter der Preßburger Zeitung, Vorsitzender des Vereins für wiss. Vorlesungen.

## Leben
Johann Nepomuk Batka wurde als Sohn des gleichnamigen Vaters, Johann Nepomuk Batka d. Ä. und dessen Ehefrau Johanna Grasselli (* 1812; † 1882) in der Preßburger Basteigasse 2 (in der Nähe des Michaelertores) geboren. In seiner Vaterstadt besuchte er auch das Katholische Gymnasium und studierte ab 1864 an der Preßburger Rechtsakademie, die er 1868 mit Erfolg abschloss. Bereits in seiner Jugend wurde er im Klavierspiel unterrichtet. 1864 begann er eine öffentliche Laufbahn als Rechtspraktikant beim Stadtgericht, ab 1871 war er als Aktuar bei der Stadthauptmannschaft tätig. Ab 1879 war er erster Archivar seiner Heimatstadt, in derer Geschichte er es sich umfassend auskannte. Diese Tätigkeit übte er bis zu seinem Tode im Jahre 1917 aus. Sein großes Interesse, das vermutlich auch in der Familientradition begründet war, galt jedoch der Musik. Bereits als Gymnasiast trat er als Theater- und Kunstkritiker auf und schrieb Musikkritiken für die Preßburger Zeitung. Diese Tätigkeit ermöglichte ihm, Kontakt zu bedeutenden Persönlichkeiten des damaligen Musiklebens anzuknüpfen. Er besuchte häufig Konzerte und Opernvorstellungen in Wien, führte sich dabei gut bei den Wiener kulturellen und gesellschaftlichen Kreisen ein. Er pflegte auch Kontakte zu einigen Persönlichkeiten des Budapester Kunst- und Musiklebens. Als viel gereister Mann besuchte er Paris, Weimar, Bayreuth, Moskau, St. Petersburg, Regensburg, Birmingham und andere europäische Kulturzentren. Moskau und St. Petersburg besuchte er zusammen mit Hans Richter – mit dem ihm zeitlebens eine enge Freundschaft verband – auf dessen Einladung hin. Durch diese Reisen hoffte er sein Wissen über die Musik und Kunst zu vertiefen und das zeitgenössische europäische Musikleben besser kennen zu lernen.
Johann Nepomuk Batka war ein typischer Vertreter des europäischen Bildungsbürgertums, das sich seiner kulturbildenden und geschichtlichen Rolle bewusst war und zielstrebig auf ihre Erfüllung hinarbeitete. Er ist als der bedeutendste Musikkritiker in der Musikgeschichte des 19. Jahrhunderts in Preßburg anzusehen, allerdings nicht im Sinne eines ethnischen Prinzips. Er war zwar tschechischer, das bedeutet slawischer Herkunft. Er war gebürtiger Preßburger und blieb seiner Vaterstadt zeitlebens treu und als Lokalpatriot identifizierte er sich mit der mitteleuropäischen Kultureinheit Österreich-Ungarns, die von deutschen, ungarischen und slawischen Einflüssen durchdrungen war. Seine musikkritische und musikschriftstellerische Hinterlassenschaft, inklusive der Veröffentlichungen zur Preßburger Musikhistorie, bildet bis heute eine geeignete Quellenbasis zur neueren Musikgeschichte der Stadt. Er war zwar kein gefürchteter Kritiker vom Typus Eduard Hanslicks, doch seine Rezensionen, Kritiken und Feuilletons gelten als durch künstlerische Intuition und Scharfblick gekennzeichnet.
Im Jahre 1871 heiratete Batka Maria Waleta (* 1846; † 1915), mit der er 44 Ehejahre verbrachte. Die Ehe blieb kinderlos.
Zu den bedeutendsten Musikern der Zeit unterhielt Batka freundschaftliche Kontakte. Eine besondere Freundschaft verband ihm mit den um über 30 Jahre älteren Komponisten Franz Liszt. Dank Batka wurden einige Werke von Franz Liszt in Preßburg uraufgeführt. So wurde Liszts Oratorium Legende von der Heiligen Elisabeth von Preßburger Kirchenmusikverein in Dom zu St. Martin als Weltpremiere uraufgeführt. Auch Liszts Graner Messe dirigierte der Komponist persönlich in Preßburg. Auf Batkas Anregung modellierte der Bildhauer Viktor Tilgner eine Büste von Franz Liszt, eine der authentischsten Darstellungen des Komponisten. Die Büste, die heute auf dem südlichen Domplatz (Rudnay-Platz) vor dem Martinsdom untergebracht ist, ließ Batka auf eigene Kosten errichten.
Batka war auch ein großer Verehrer des Preßburger Komponisten Johann Nepomuk Hummel. Am 13. April 1885 organisierte er ein Konzert zu Ehren von Hummel, in dem auch Franz Liszt und Anton Rubinstein mitwirkten. Er beschaffte auch die finanziellen Mittel, mit welchen Johann Nepomuk Hummel ein Denkmal in Preßburg errichtet wurde. Dadurch trug er zur Prägung des Stadtbildes bei. Das Denkmal wurde am 17. Oktober 1887 zum 50. Todestag des Komponisten im Rahmen einer Feierstunde vor dem Preßburger Stadttheater aufgestellt.
Gemeinsam mit den bedeutenden Preßburger Historiker und Archäologen Franz Floridus Romer baute er das Preßburger Städtische Museum auf und richtete eine Stadtbibliothek ein, der er mehrere tausend Bände schenkte. Materiell unterstützte er auch den jungen Bildhauer Johann Fadrusz, den Schöpfer des Preßburger Maria Theresia Denkmals. Auch förderte und unterstützte er den jungen Béla Bartók, der in Preßburg aufwuchs.
Batka beschäftigte sich als Archivar auch mit anderen Themen die Stadt Preßburg betreffend. So publizierte er Beiträge auch über den historischen Weinbau der Stadt sowie über die Forstwirtschaft.
Batka hinterließ einen großzügigen Nachlass. Sein ausgedehnter, etwa auf 10.000 Einzelstücke umfassender Briefwechsel mit bedeutenden Zeitgenossen (Johannes Brahms, Anton Bruckner, Johann Strauss, Richard Wagner, Franz Liszt, Hans Richter) bilden ein bedeutendes Kulturgut, der sich im Städtischen Archiv von Bratislava befindet und zur Zeit wissenschaftlich aufgearbeitet und digitalisiert wird. In Briefen an seine Frau berichtet Batka über Erlebnisse mit bedeutenden Persönlichkeiten des damaligen musikalischen und öffentlichen Lebens.
1911 wurde er mit den Ritterkreuz des Franz-Joseph-Ordens ausgezeichnet. Batka starb am 2. Dezember 1917 in Preßburg und wurde am Preßburger Andreas-Friedhof zur letzten Ruhe gebettet.
Ein Jahr nach seinem Tode ließ die Stadt Preßburg vom Bildhauer Viktor Tilgner eine Büste von Batka anfertigen, die in einer Feierstunde am 26. Oktober 1918 am Rudnay-Platz neben der Büste von Franz Liszt aufgestellt wurde. Nach den Umsturz, als Preßburg der neu gegründeten Tschechoslowakei angegliedert wurde, haben tschechische Nationalisten der Batka-Büste die Nase abgeschlagen. Darauf wurde die Büste abgebaut und in das Preßburger Stadtmuseum verlegt.
Zwischen dem 6. und 20. September 2017 fand in Bratislava eine Ausstellung unter dem Motto „Die Welt des Preßburger Archivars Johann Batka“ statt, die an das Wirken dieses Musikmäzens erinnerte. Es wurde auch darüber diskutiert, ob nicht Bataks Büste wieder auf ihrem ursprünglichen Platz aufgestellt werden sollte.

## Literarisches Werk (Auswahl)
- Historisches über den Preßburger Weinbau, Verlag Carl Angermayer, Preßburg 1902
- Memoranden in Sachen der Pozsonyer-Preßburger Schlossruine als Korngut, Verlag Carl Angermayer, Preßburg 1910
- Pozsony als Musikstadt. Musik und Musiker in Preßburg, in: Preßburger Zeitung, Jg. 150, Nr. 352 vom 25. Dezember 1913, Morgenblatt, S. 45–56 (Digitalisat)
- Der Schlossbrand von 1811. Aus Anlass der 100. Jahreswende, in Preßburger Zeitung vom 28. Mai 1911

## Briefe
- Briefwechsel Clara Schumanns mit Maria und Richard Fellinger, Anna Franz geb. Wittgenstein, Max Kalbeck und anderen Korrespondenten in Österreich, hrsg. von Klaus Martin Kopitz, Anselm Eber und Thomas Synofzik (= Schumann-Briefedition, Serie II, Band 4), Köln 2020, S. 57–68